# Sveriges generalkonsulat i Mariehamn
Sveriges generalkonsulat i Mariehamn (finska: Ruotsin pääkonsulaatti Maarianhaminassa), även Sveriges generalkonsulat på Åland, är ett generalkonsulat i Mariehamn, Åland.
Sverige har haft ett konsulat i Mariehamn sedan 1918. 2005 upphöjdes konsulatet till ett generalkonsulat.
Byggnaden byggdes 1955 och tillhör svenska staten.

## Beskickningschefer
| Namn                | Period    | Titel             | Notering                         | Ref           |
| ------------------- | --------- | ----------------- | -------------------------------- | ------------- |
| Bernhard Greitz     | 1960–1966 | Generalkonsul     | Generalkonsuls namn              | [ 3 ]         |
| Eric Lindqvist      | 1966–1969 | Generalkonsul     | Generalkonsuls namn              | [ 4 ] [ 5 ]   |
| Ivar Sundvik        | 1970–1975 | Stf generalkonsul | Med ställning som generalkonsul. | [ 6 ]         |
| Erik Schulze        | 1976–1983 | Generalkonsul     |                                  | [ 7 ]         |
| Per Fritzson        | 1983–1987 | Generalkonsul     |                                  | [ 8 ]         |
| Nils-Gösta Damberg  | 1987–1994 | Konsul            | Med ställning som generalkonsul. | [ 9 ]         |
| Sven Dahlin         | 1995–1999 | Konsul            | Med ställning som generalkonsul. | [ 10 ]        |
| Sören Thunell       | 1999–2004 | Konsul            | Med ställning som generalkonsul. | [ 11 ] [ 12 ] |
| Bertil Jobeus       | 2005–2010 | Generalkonsul     |                                  | [ 13 ]        |
| Ingrid Iremark      | 2010–2014 | Generalkonsul     |                                  |               |
| Manne Wängborg      | 2014–2015 | Stf generalkonsul |                                  |               |
| Olof Ehrenkrona     | 2015–2018 | Generalkonsul     |                                  | [ 14 ]        |
| Claes Hammar        | 2018–2022 | Generalkonsul     |                                  | [ 15 ]        |
| Karl-Olof Andersson | 2022–idag | Generalkonsul     |                                  | [ 16 ]        |